# Kirche Hl. Johannes der Täufer (Novi Dvorovi)
Die Kirche Hl. Johannes der Täufer (serbisch: Црква Светог Јована Крститеља, Crkva Svetog Jovana Krstitelja) in der zur Opština Bijeljina gehörenden Neubausiedlung Novi Dvorovi ist eine serbisch-orthodoxe Kirche im nordöstlichen Bosnien und Herzegowina.
Das von 2004 bis 2008 erbaute Kirchengebäude ist dem Hl. Johannes dem Täufer geweiht. Sie ist die Pfarrkirche der Pfarrei Novi Dvorovi im Dekanat Bijeljina der Eparchie Zvornik-Tuzla der Serbisch-Orthodoxen Kirche.

## Lage
Das Kirchengebäude steht im westlichen Zentrum von Novi Dvorovi. Die Siedlung liegt in der Ebene der Semberija, am nordwestlichen Stadtrand der Gemeindehauptstadt Bijeljina zum Dorf Dvorovi hin. Die Gemeinde Bijeljina liegt in der Republika Srpska.
Im teilweise umzäunten Kirchhof steht außer der Kirche auch eine kleine Kapelle zum Kerzenentzünden mitsamt Kirchenladen und das große Pfarrhaus. Der Bau des Pfarrhauses begann im Jahr 2007 und das Gebäude misst 19 × 11,5 m (Erdgeschoss, erster Stock und Dachgeschoss). Im Erdgeschoss befindet sich der Kirchensaal und das Pfarrbüro. 
Zur Pfarrei gehören auch zwei Friedhöfe. Einer befindet sich in der Nachbarsiedlung Rudine und der zweite in Novi Dvorovi selbst. Auf dem Friedhof zu Novi Dvorovi wird seit 2015 die Filialkirche der Pfarrei, die Kirche Hl. Apostel Markus, erbaut. 

## Geschichte
Die Siedlung Novi Dvorovi wurde im Jahr 2000 gegründet. Die Einwohner sind Serben, die im Zuge des Bosnienkrieges als Flüchtlinge und Vertriebene aus den Orten, die der Föderation Bosnien und Herzegowina zugesprochen wurden, nach Bijeljina kamen. Der größte Teil der Einwohner war bis 2010 in die Siedlung zugezogen. 
Die Pfarrei Novi Dvorovi wurde 2005 durch die Ausgliederung von Gebieten der Pfarreien Bijeljina und Dvorovi gegründet. Die Pfarrei besteht aus den drei Vorortsiedlungen Novi Dvorovi–Bakračići, Gojsovac und Rudine.
2004 wurde mit dem Bau der Kirche begonnen. Der Architekt Radovan Popić entwarf die Kirche nach dem Vorbild der Dreifaltigkeitskirche in Ljeljenča. Am 7. Juli 2004 wurden die Kirchenfundamente vom damaligen Bischof der Eparchie Zvornik-Tuzla, Vasilije, geweiht.
Der Bauarbeiten am Kirchenbau wurden 2008 abgeschlossen und am 28. September desselben Jahres wurde die Kirche vom Bischof Vasilije feierlich eingeweiht. 
Der Ktitor der Kirche ist Vaso Zakić, ursprünglich aus dem Dorf Čađavica in der Nähe von Bijeljina, der die Kirche zum Gedenken an seinen verstorbenen Sohn Predrag erbauen ließ. Neben dem Ktitor haben Duško und Željka Trifković sowie Milenko Zupur große Verdienste um die Kirche erworben.
Zur Kirche gehört ein Kinderchor und die älteren Pfarrmitglieder singen überwiegend im Chor Heiliger König Vladislav der Kirche Hl. Großmärtyrer Prokopios des Dorfes Dvorovi. Die kirchlich-caritative Organisation Kolo srpskih sestara (Verband der serbischen Schwestern) wurde 2009 gegründet und hat 20 feste Mitglieder. Die Jugendgemeinschaft zum Hl. Sava von Serbien wurde ebenfalls 2009 gegründet und ist ein Teil der Jugendgemeinschaft Dvorovi.
2010 wurde die Pfarrei Novi Dvorovi von einem großen Hochwasser des Flusses Drina schwer getroffen. Derzeitiger (Stand Januar 2025) Pfarrpriester ist der Erzpriester Jovo Banović.

## Architektur
Das einschiffige Kirchengebäude wurde in einer modernen Adaption des serbisch-byzantinischen Stils erbaut, mit einer von außen mehrseitigen und im Inneren halbrunden Altar-Apsis mitsamt zwei kleinen Nebenapsiden im Osten, kleineren Seitenkonchen an der Nord- und Südseite und einem Narthex mitsamt einem Kirchturm mit einer Kirchenglocke und einem säulengestützten Eingangsportal im Westen. 
Die Kirche ist aus Kleinziegeln errichtet worden, das Dach ist mit Dachziegeln bedeckt. Die Rundkuppel des Kirchturmes ist mit verzinktem Blech bekleidet. Die Kirche hat die Maße 19,60 × 10,18 m. Die Fassade der Kirche ist schlicht in Weiß gehalten. Die Säulen der Eingangsportale sind rot angestrichen. Der Haupteingang der Kirche befindet sich an der Westseite. Ein Nebeneingang befindet sich an der Südseite. Über der Eingangstür des Haupteinganges im Westen befindet sich ein Patronatsmosaik des Hl. Johannes des Täufers. Neben dem Haupteingang sind auch zwei Gedenkplatten mit den Namen des Ktitoren und anderer Wohltäter angebracht. 
Die reich verzierte hölzerne Ikonostase aus Eichenholz wurde 2008 vom Diakon Tomislav Živanović aus der zentralserbischen Großstadt Kragujevac hergestellt. Die Ikonen der Ikonostase in byzantinischer Manier wurden von Darko Živković aus Batočina, Đorđe Đorđević aus Inđija und Miloš Maksimović aus Foča gemalt. 
Mit der Bemalung der Kirche mit byzantinischen Fresken wurde 2009 begonnen. Die Altarapsis wurde von Darko Živković, Đorđe Đorđević und Miloš Maksimović bemalt. Siniša Budimir aus Bijeljina setzte die Bemalung des Kircheninneren fort.